# Hidrograma
El hidrograma es un gráfico que muestra la variación en el tiempo de alguna información hidrológica tal como: nivel de agua, caudal, carga de sedimentos, entre otros. Para un río, arroyo, rambla o canal, si bien típicamente representa el caudal frente al tiempo; esto es equivalente a decir que es el gráfico de la descarga (L3/T) de un flujo en función del tiempo. Estos pueden ser hidrogramas de tormenta e hidrogramas anuales, los que a su vez se dividen en perennes y en intermitentes.
Permite observar: 

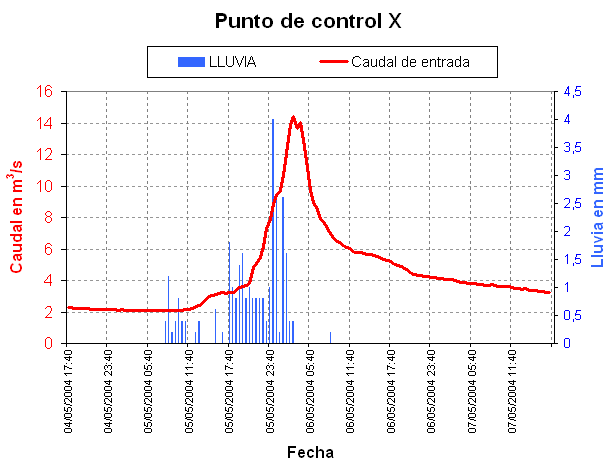
Hidrograma de tormenta debido a la lluvia recibida en la cuenca.

- las variaciones en la descarga a través de una tormenta, o a través del año hidrológico:
- el pico de escorrentía (caudal máximo de la avenida);
- el flujo de base o aporte de las aguas subterráneas al flujo; o,
- las variaciones estacionales de los caudales si se grafica un período de uno o varios años.

Un mm de precipitación significa que en una superficie de un m² ha caído un litro de agua de lluvia (1L/m²).
Los hidrogramas son útiles, entre otras cosas, para comparar los tiempos de descarga y caudales pico de varias corrientes o cuencas hidrográficas, para así conocer las diferencias entre sus capacidades de respuesta ante avenidas.
Hidrograma Unitario: Curva básica de respuesta a una unidad de precipitación que describe la forma en que una cuenca devuelve un ingreso de lluvia distribuido en el tiempo. Se basa en el principio de que dicha relación entrada-salida es lineal, es decir, que pueden sumarse linealmente. Se construye con base en un "Hidrograma en S" que a su vez se construye desglosando varias tormentas y sus hidrogramas reales producidos.
Hidrograma Sintético: Hidrógrama unitario estimado de acuerdo con fórmulas que incluyen parámetros físicos de la cuenca en estudio como área, longitud del cauce principal, pendiente promedio y otros. Son los hidrogramas sintéticos más conocidos: el Triangular del USDA, el de Schneider, el de Clark.

## Determinación del hidrograma de descarga de una cuenca
En algunos casos es necesario determinar el volumen total del escurrimiento superficial generado por una lluvia en un tiempo determinado. Sin embargo es más frecuente el caso en que se requiere conocer el caudal máximo instantáneo de una determinada avenida. Otras veces se requiere un conocimiento completo del hidrograma, es decir la variación en el tiempo del caudal en una determinada sección en la cual se pretende construir una obra hidráulica o proteger un bien existente. 
Los métodos que se utilizan para estos cálculos son:
- El racional.
- Método del hidrograma unitario.
- Modelos matemáticos de cuencas hidrográficas.
- Tránsito hidráulico a través de cauces utilizando las ecuaciones de Saint-Venant en 1D.